# XIV. Reserve-Korps (Deutsches Kaiserreich)
Das XIV. Reserve-Korps war ein Großverband der Armee des Deutschen Kaiserreiches.

## Gliederung
Das Korps war bei Kriegsbeginn der 7. Armee unterstellt und wie folgt gegliedert:
- 26. (Württ.) Reserve-Division
  - 51. (Württ.) Reserve-Infanterie-Brigade
  - 52. (Württ.) Reserve-Infanterie-Brigade
  - Württ. Reserve-Dragoner-Regiment
  - Württ. Reserve-Feldartillerie-Regiment Nr. 26
  - 4. Kompanie/II. Württ. Pionier-Bataillon Nr. 13
- 28. Reserve-Division
  - 55. Reserve-Infanterie-Brigade
  - 56. Reserve-Infanterie-Brigade
  - Reserve-Jäger-Bataillon Nr. 14
  - Reserve-Dragoner-Regiment Nr. 8
  - Reserve-Feldartillerie-Regiment Nr. 29
  - 1. und 2. Reserve-Kompanie/Pionier-Bataillon Nr. 13

## Geschichte
Mit der Mobilmachung am 2. August 1914 bei Ausbruch des Ersten Weltkriegs wurde das Korps aufgestellt und lag den gesamten Krieg über an der Westfront. General der Artillerie von Schubert war erster Kommandierender General, als Generalstabschef fungierte Oberstleutnant Bronsart von Schellendorff. Die unterstellte 26. und 28. Reserve-Division wurden von General der Infanterie von Soden und Generalleutnant Curt von Pavel befehligt.
Im August 1914 im Verband der 7. Armee im Elsass eingesetzt, wurde das Korps Ende September während des Wettlaufes zum Meer in den Raum westlich von St. Quentin an die Somme abtransportiert und der 2. Armee unterstellt. Im Raum Combles westlich Bapaume eingesetzt, folgte ein fast zweijähriger Stellungskrieg.

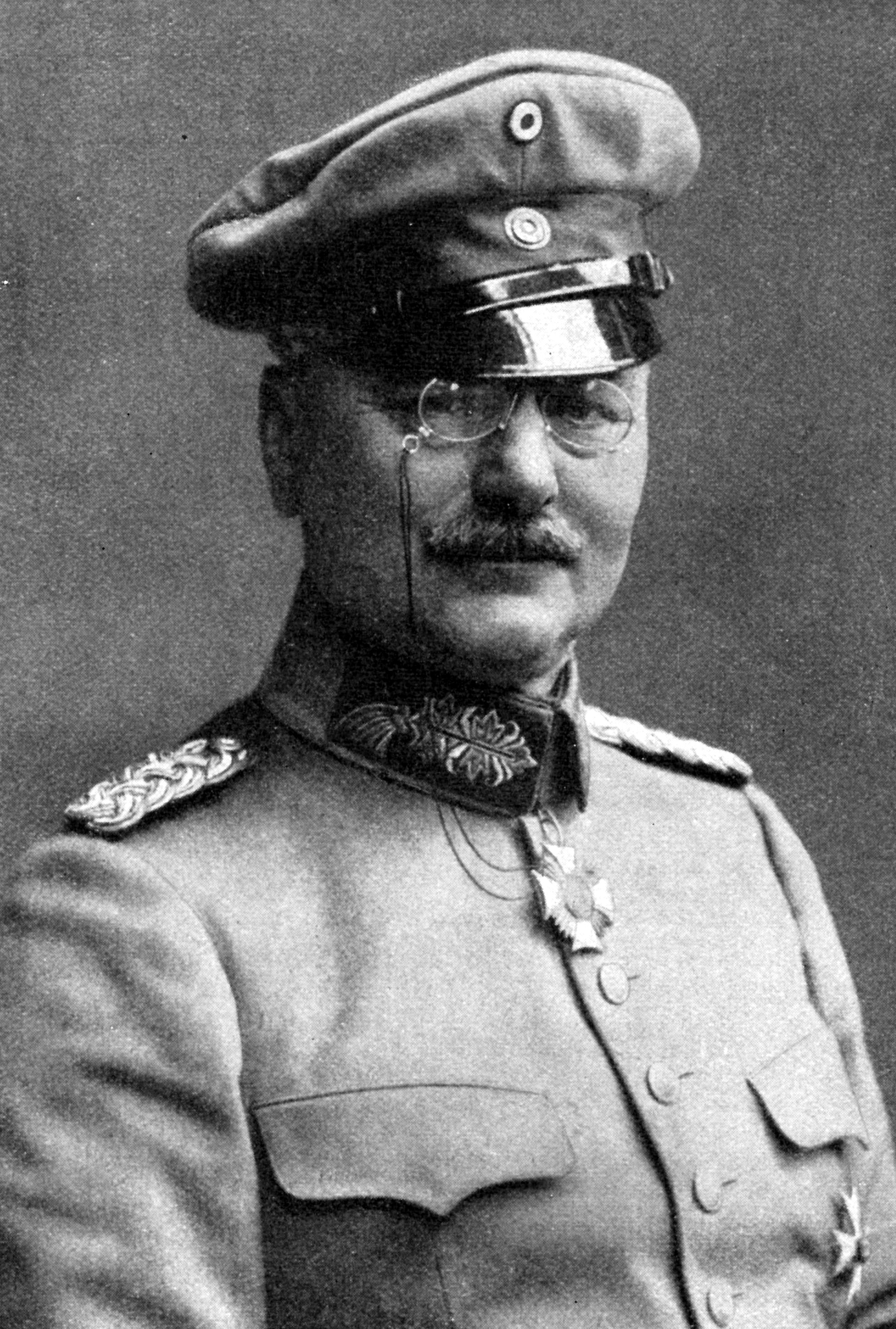
Otto von Moser

Am Beginn der Schlacht an der Somme im Juli 1916 lag das XIV. Reserve-Korps unter General von Stein im Hauptangriffsfeld der britischen Angriffe zwischen Gommecourt, Ovillers-la-Boisselle und Thiepval. Das Korps hielt 36 Kilometer Front, zugeteilt waren die 52. Infanterie-Division, 26. und 28. Reserve-Division sowie die 12. Infanterie-Division. Noch am ersten Angriffstag musste die angegriffene Front durch das Einführen der 185. Infanterie-Division und der Bayerische 10. Reserve-Division verstärkt werden, die Stellungen konnten im Wesentlichen gehalten werden. Am 3. Juli musste die 28. Reserve-Division gegenüber der britischen 7. Division Mametz, vor der gegnerischen 21. und 17. Division den Ort Fricourt aufgeben. Der Abschnitt wurde zusätzlich durch die herangeführte bayerische Division Burkhardt und die 183. Infanterie-Division gestützt. Den südlicher vom Gegner am schwersten bedrängten Abschnitt der 12. Division zwischen Longueval bis zur Somme übernahm bereits das eingreifende Generalkommando des VI. Reserve-Korps (11. und 12. Reserve-Division) unter General von Goßler.
Im März 1917 wurde General von Moser Kommandierender General des XIV. Reserve-Korps, das nach dem Rückzug auf die Siegfriedlinie die Stellungen im Raum Bullecourt übernahm. Während der Schlacht bei Arras war das Mitte April 1917 als Gruppe „Queant“ bezeichnete Generalkommando am Südflügel der 6. Armee (Falkenhausen) etabliert. Unterstellt waren dabei zwischen Croisilles bis in den Raum nordwestlich Cambrai die 26. Reserve-Division (in Ablöse durch seit 7. April unterstellte 27. Infanterie-Division) und die 2. Garde-Reserve-Division zwischen Pronville bis Moevres. Am 11. April konnte ein starker britischer Tankangriff zwischen Bullecourt und Queant abgewiesen werden. Anfang Mai verließ die dabei bewährte 27. Division den Korpsabschnitt, wo darauf die dort ablösende 3. Garde-Division am 12. und 13. Mai neue gegnerische Angriffe bei Bullecourt abschlug.
Am 12. Juni 1917 übernahm das Generalkommando die Führung der nördlicher stehenden Gruppe „Arras“. Zugeteilt waren jetzt die 26., 220. und 236. Infanterie-Division sowie die 17. Reserve-Division. Nach dem englischen Tankangriff bei Cambrai am 20. November wurde das Korps auf das westliche Vorfeld der Stadt zurückgedrängt, Havrincourt, Marcoing und Masnieres gingen dabei verloren. Der am 30. November angesetzte Gegenangriff des übergeordneten AOK 2 folgte die nördliche Gruppe „Arras“ (Gen.Kdo. XIV. R.K.) etwas verzögert und mit geringerem Erfolg als die angesetzten südlicheren Gruppen. Der Angriff zwischen Mouvres und Bourlon wurde mit sieben Divisionen geführt – die 240. und 20. Infanterie-Division, 49. und 21. Reserve-Division im ersten Treffen, dahinter die 214. und 221. in zweiter Linie, mit Stoßrichtung nach Süden. Die 3. Garde-Division fungierte am nördlichen Rand des Bourlonwaldes als Reserve. Die südlich stehende 119. Infanterie-Division hielt Verbindung zur 107. Division der Gruppe „Caudry“ (Generalkommando XIII. Armee-Korps) und blieb anfangs defensiv. Der Gruppe „Arras“, die später angetreten war und auf stärkeren Widerstand getroffen war, gelang es bis zum 6. Dezember lediglich auf einer Breite von zehn Kilometern vier Kilometer tief verlorenes Gelände zurückzunehmen. Die Engländer hatten den heiß umkämpften Bourlonwald erst am 5. Dezember geräumt.
Am 8. Februar 1918 übernahm General von Lindequist das XIV. Reserve-Korps, das während der Frühjahrsoffensive im Abschnitt der neu formierten 17. Armee eingesetzt wurde. Die Gruppe Lindquist trat beim Michael-Angriff am 21. März mit der 20. und 195. Infanterie-Division im ersten, sowie mit der 39. Infanterie-Division im zweiten Treffen an. Zusammen mit dem nördlicher angesetzten VI. Reserve-Korps (von dem Borne) konnte die zweite Stellung zwischen St. Léger und Beaumetz wegen des unerwartet harten englischen Widerstandes nicht sofort durchbrochen werden. Schließlich gelang es nach Einsatz der Reserven, dem britischen IV. Korps (General Woollcombe) am 24. März die Stadt Bapaume zu entreissen. Am 26. März zog das Korps die 4., 24. und 39. Infanterie-Division über Puisieux nach vorn, die rechts eingesetzte 3. Garde-Division versuchte vergeblich Gommecourt zu erreichen. Der vom Generalkommando angestrebte Durchbruch auf Hébuterne ließ sich nicht mehr erzwingen. Das Korps bildete schließlich den linken Flügel der 17. Armee im Raum nördlich von Albert. Nach viermonatigen Stellungskrieg wurde Mitte August der Rückzug eingeleitet, dabei waren dem Verband die 3. Marine-Division, die 16. Reserve-Division und die 183. Infanterie-Division unterstellt.

## Kommandierender General
| Dienstgrad             | Name                  | Datum                                   |
| ---------------------- | --------------------- | --------------------------------------- |
| General der Artillerie | Richard von Schubert  | 2. August bis 15. September 1914        |
| Generalleutnant        | Hermann von Stein     | 16. September 1914 bis 28. Oktober 1916 |
| Generalleutnant        | Georg Fuchs           | 29. Oktober 1916 bis 11. März 1917      |
| Generalleutnant        | Otto von Moser        | 12. März 1917 bis 7. Februar 1918       |
| Generalleutnant        | Arthur von Lindequist | 8. Februar bis 14. Juni 1918            |
| Generalleutnant        | Richard Wellmann      | 15. Juni bis 24. August 1918            |
| General der Infanterie | Curt von Morgen       | 24. August 1918 bis 9. Januar 1919      |